# Apple A12
Az Apple A12 Bionic az Apple Inc. által tervezett 64 bites ARM alapú egylapkás rendszer (SoC). 2018. szeptember 12-én jelent meg, az iPhone XS és XS Max, iPhone XR, iPad Air (3. generáció), iPad Mini (5. generáció), a 8. generációs iPad és az Apple TV 4K (2. generáció) készülékekben. A csipben egy hatmagos CPU található, 2 nagy teljesítményű és 4 energiatakarékos (energiahatékony) maggal. Az Apple állításai szerint a két nagy teljesítményű mag 15%-kal gyorsabb és 50%-kal kisebb fogyasztású, mint az Apple A11-ben levők, a négy energiatakarékos (E) mag pedig 50%-kal kevesebb energiát fogyaszt, mint az A11 hasonló magjai. Ez az első olyan tömegpiaci egycsipes rendszer, amelyet 7 nm-es folyamattal gyártottak.

## Tervezés
Az Apple A12 SoC egy Apple által tervezett csip, 64 bites ARMv8.3-A architektúrájú hatmagos CPU-val rendelkezik, két nagy teljesítményű, Vortex nevű maggal, amelyek maximális órajele 2,49 GHz, és négy energiatakarékos Tempest nevű maggal, ezek órajele elérheti az 1,59 GHz-et.
A Vortex mag 7 utasítás széles dekódolású, sorrendtől eltérő (out-of-order) végrehajtású szuperskalár, míg a Tempest mag 3 utasítás széles dekódolású, sorrendtől eltérő végrehajtású szuperskalár kialakítás. Az A11 Mistral magjaihoz hasonlóan a Tempest magok is az Apple A6 Swift magjain alapulnak.
Az A12 egy Apple-tervezésű négymagos grafikus feldolgozó egységet (GPU) is integrál, amely 50%-kal gyorsabb grafikus teljesítményt nyújt, mint az A11 hárommagos grafikus processzora. Az A12 dedikált neurális hálózati hardvert tartalmaz, amelyet az Apple „következő generációs Neural Engine-nek” nevez (neurális motor). Ez a neurális hálózati hardver nyolc magot tartalmaz és másodpercenként akár 5 billió 8 bites műveletet végrehajtására képes. Az A11-gyel ellentétben, az A12 neurális processzorához harmadik féltől / külső fejlesztőktől származó alkalmazások is hozzáférhetnek.
Az A12-est a TSMC gyártja 7 nm-es FinFET folyamattal, és a csip összesen kb. 6,9 milliárd tranzisztort tartalmaz. Az A12 lapkamérete 83,27 mm2, ami az A11-énél 5%-kal kisebb. Package on package (PoP) tokozásban készült, ami a memóriát is tartalmazza. A memória méretei a különböző eszközökben eltérőek: 4 GiB LPDDR4X memória az iPhone XS és XS Max készülékekben, 3 GiB LPDDR4X memória az iPhone XR-ben, 4 GiB RAM az iPad Airben (2019), 3 GiB RAM az 5. generációs iPad miniben és az iPadben (2020).
Az ARMv8.3 utasításkészlet egy jelentős biztonsági javítást hozott a mutatóhitelesítés formájában, mivel mérsékli az olyan behatolási technikák lehetőségeit és hatásait, mint a memóriasértés, az ugrásorientált programozás és a visszatérés-orientált programozás (ROP).
Az A12 támogatja a HEVC és H.264 videókodekek kódolását, valamint a HEVC, H.264, MPEG-4 Part 2 és Motion JPEG dekódolását.
| Egylapkás rendszer (SoC)        | A12 (7 nm) | A11 (10 nm) |
| ------------------------------- | ---------- | ----------- |
| Teljes lapka                    | 83,27      | 87,66       |
| Nagy mag                        | 2,07       | 2,68        |
| Kis mag                         | 0,43       | 0,53        |
| CPU komplexum (magokkal együtt) | 11,900     | 14,48       |
| GPU mag                         | 3,23       | 4,43        |
| GPU összesen                    | 14,88      | 15,28       |
| NPU                             | 5,79       | 1,83        |

## Apple A12 Bionic csipet tartalmazó eszközök
- iPhone XS és XS Max
- iPhone XR
- iPad Mini (5. generáció)
- iPad Air (3. generáció)
- iPad (8. generáció)
- Apple TV 4K (2. generáció)

## Fordítás
Ez a szócikk részben vagy egészben  az   Apple A12 című angol Wikipédia-szócikk ezen változatának fordításán alapul.  Az eredeti cikk szerkesztőit annak laptörténete sorolja fel. Ez a jelzés csupán a megfogalmazás eredetét és a szerzői jogokat jelzi, nem szolgál a cikkben szereplő információk forrásmegjelöléseként.